# A császárné (televíziós sorozat)
A császárné (The Empress) a Netflix streamingszolgáltatón 2022-ben bemutatott német történelmi sorozat Erzsébet osztrák császárné életéről.

## Ismertető
A császárné egy 2022 szeptemberében bemutatott német kosztümös sorozat Erzsébet osztrák császárné életéről, Devrim Lingnau (Erzsébet) és Philip Froissant (Ferenc József császár) címszereplésével. A széria ihlette Gigi Griffis azonos címmel megjelent romantikus regényét.
A 16 éves bajor hercegnő, Sisi (Erzsébet) beleszeret nővére (Ilona bajor hercegnő) jövendőbeli vőlegényébe, I. Ferenc József császárba. Házasságkötésüket követő bécsi "hétköznapjait" az udvari társadalom érdekorientáltsága és politikai cselszövései nehezítik. Anyósa (Zsófia főhercegné), aki egyben anyai nagynénje is, a kezdetektől szemben áll Erzsébettel, ellenezve fia választását, eredeti jelöltjével, Ilonával (Erzsébet nővérével) szemben. Ezzel szemben Ferenc József mellőzött öccse, Max (Miksa főherceg) megpróbál a császárné kegyeibe férkőzni, miközben megkísérli felülmúlni irigyelt bátyját, alkalmasabbnak tartva saját magát az uralkodásra.

## Forgatás
A Netflix 2020 decemberében jelentette be, hogy Erzsébet császárné életéről is sorozatot készítenek.  A sorozat (német nyelvű) forgatása 2021 augusztusában kezdődött és 2022 januárjában fejeződött be. A cselekmény néhány bajorországi helyszíntől (München, Possenhofen) eltekintve alapvetően a Habsburg Birodalomban, Bécsben, Ischlben és Schönbrunnban játszódik, ennek ellenére A császárnét nem az eredeti helyszíneken forgatták. A külső forgatási helyszínek keresése során Németországra esett a filmkészítők választása, és többségében bajorországi helyszínek mellett döntöttek, míg más belső felvételekhez a produkció a potsdami Babelsberg Stúdiókban dolgozott. A külső helyszíneken forgatás olyan városokban zajlott, mint Bayreuth, Stein, Bamberg, Dinkelsbühl, Eckersdorf és Aidhausen. Több történelmileg nevezetes helyszínt is felhasználtak, köztük a Schloss Weißensteint Pommersfeldenben, amely a sorozatban a schönbrunni kastélyt helyettesítette. Sisi gyermekkori lakhelyének külső jeleneteit sem az eredeti helyszínen, hanem az Ebern melletti Eyrichshof kastélyban forgatták, noha a család kedvelt nyári rezidenciája valójában a közeli Possenhofeni kastély volt.

## Fogadtatás
A német gyártású sorozat első évada 2022. szeptember 29-én jelent meg a Netflixen. A császárné lett a Netflix második legnézettebb szériája világszerte a premiert követő két hétben, majd 2022-ben a hetedik legnépszerűbb nem angol nyelvű sorozat volt, több mint 150 millió streameléssel. A nézői sikert követően a szolgáltató bejelentette a széria folytatását, megrendelve a második évadot.

## Szereplők, alkotók

### Szereplők[7]
- Erzsébet császárné (Devrim Lingnau)[8]
- Ferenc József császár (Philip Froissant)[9]
- Zsófia főhercegné (Melika Foroutan)[10]
- Miksa főherceg (Johannes Nussbaum)[11]
- Lajos Viktor főherceg (Felix Nölle)
- Ilona bajor hercegnő (Elisa Schlott)[12]
- Ludovika hercegné (Jördis Triebel)[13]
- Miksa herceg (Andreas Döhler)
- Alexander von Bach (Alexander Finkenwirth)
- Karl Ferdinand von Buol (Leopold Hornung)
- Esterházy grófnő (Wiebke Puls)
- Apafi Leontin (Almila Bagriacik)
- Louise Gundemann bárónő (Svenja Jung)

### További alkotók
Jelmez
- Gabriella Reumer[14]

Rendező(k)
| Florian Cossen   | ... | (6 rész, 2022) |
| Katrin Gebbe     | ... | (6 rész, 2022) |
| Katharina Eyssen |     |                |

Forgatókönyv
| Katharina Eyssen    | ... | író, forgatókönyvíró (6 rész, 2022) |
| Bernd Lange         | ... | társszerző (6 rész, 2022)           |
| Janna Maria Nandzik | ... | társszerző (6 rész, 2022)           |
| Lena Stahl          | ... | társszerző (2 rész, 2022)           |

## Fordítás
Ez a szócikk részben vagy egészben  a   The Empress (TV series) című angol Wikipédia-szócikk ezen változatának fordításán alapul.  Az eredeti cikk szerkesztőit annak laptörténete sorolja fel. Ez a jelzés csupán a megfogalmazás eredetét és a szerzői jogokat jelzi, nem szolgál a cikkben szereplő információk forrásmegjelöléseként.